# Castruccio Castracani
Castruccio Castracani degli Antelminelli (Lucca, 29 marzo 1281 – Lucca, 3 settembre 1328) è stato un militare e politico italiano.
Fu duca di Lucca, signore di Carrara, Lerici, Pisa, Pistoia, Pontremoli e Sarzana e gonfaloniere del Sacro Romano Impero.

## Biografia

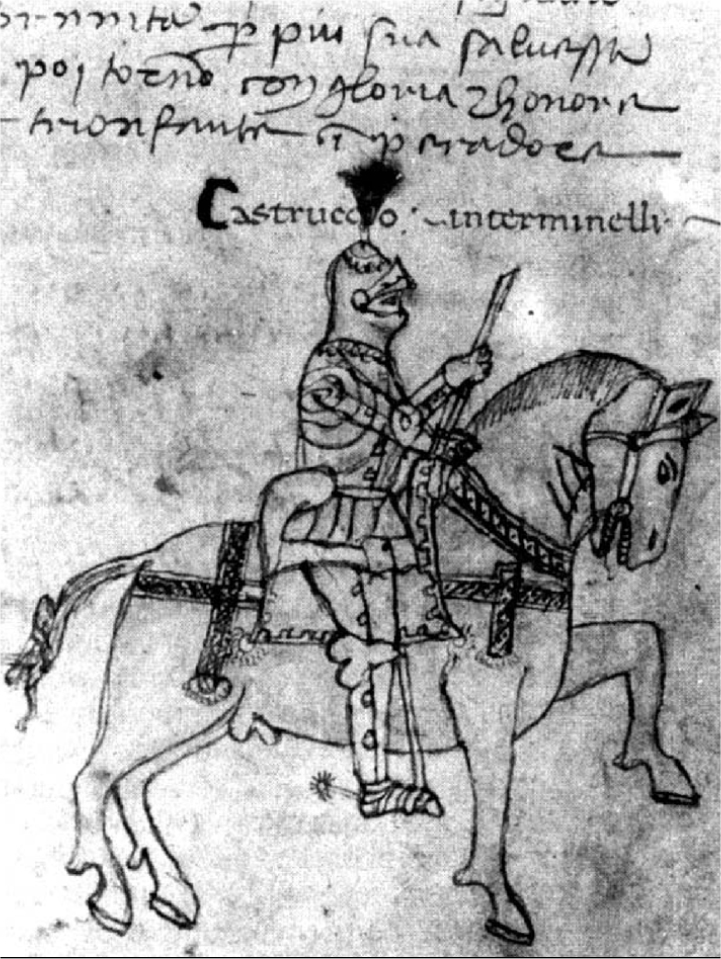
Miniatura di Castruccio Castracani conservata nella biblioteca statale di Lucca

Nato dall'importante famiglia ghibellina degli Antelminelli, Castruccio Castracani fu cacciato da Lucca nel 1300 dalla fazione dei Neri, guidati da Bonturo Dati.

### L'esilio
Inizialmente visse in esilio a Pisa, visse poi a lungo in Inghilterra, dove la sua abilità nell'uso delle armi gli valse la vittoria in alcuni tornei e gli ingraziò i favori del re Edoardo II d'Inghilterra.
Tuttavia un omicidio commesso per motivi d'onore lo costrinse a spostarsi in Francia, dove Filippo il Bello aveva bisogno "d'uomini d'arme". Fu impiegato dai francesi come comandante della cavalleria, e si distinse nello scontro di Arras e nella difesa di Thérouanne nella Guerra di Fiandra.
Dopo alcuni anni fece ritorno in Italia, dove si trattenne a Verona e Venezia.

### Il ritorno a Lucca
In seguito alla discesa di Arrigo VII in Italia, si aggregò (1314), dopo la firma della Pace di Ripafratta, alle truppe ghibelline di Uguccione della Faggiuola, capo riconosciuto dei ghibellini toscani e signore di Arezzo e Pisa, assieme al quale partecipò alla presa e al successivo sacco di Lucca, retta sino allora dalla parte guelfa.
Combatté come comandante di una parte dell'esercito ghibellino nella battaglia di Montecatini (29 agosto 1315) in cui, con l'aiuto dei soldati dell'imperatore, risultò il principale artefice della vittoria sui fiorentini della Lega Guelfa. Gli storici Giovanni Villani, Scipione Ammirato, Niccolò Machiavelli ricordano i danni arrecati da Castruccio e dalle sue truppe al territorio fiorentino, fra cui Empoli.
Caduto in disgrazia presso Uguccione, che lo intravide come concorrente per la signoria, fu da questi imprigionato in attesa di essere giustiziato. Tuttavia a seguito di una rivolta popolare a Lucca e Pisa, Uguccione dovette fuggire, Castruccio fu liberato ed acclamato Capitano Generale della città di Lucca, e poco dopo (12 giugno 1316) Console a vita.

### La signoria di Lucca
Il potere ghibellino e la signoria di Lucca furono consolidati negli anni successivi da Castruccio Castracani. Nel 1320, Castruccio riprese improvvisamente le ostilità contro i fiorentini, irrompendo nel loro territorio, incendiando e razziando dove passava (si trovano notizie del suo passaggio a Prato e nella sua periferia). Nel medesimo anno l'arciduca d'Austria Federico I d'Asburgo lo nominò vicario per Lucca, la Lunigiana e la Val di Nievole, e in tale incarico fu confermato nel 1324 dall'imperatore Ludovico il Bavaro, suo amico e alleato.
Il 22 settembre e 23 settembre 1325, nella battaglia di Altopascio, batté nuovamente i fiorentini di parte guelfa coadiuvato da Guido Tarlati signore di Arezzo e da Azzone Visconti, facendo grande razzia di prigionieri, e anche per questo fu nominato, sempre da Ludovico il Bavaro, duca di Lucca.
Con l'aiuto di Filippo Tedici assoggettò Pistoia e consolidò le sue mura abbattute dai Guelfi fiorentini e Lucchesi nel 1306.
Mentre stava quindi muovendo verso Firenze, fu costretto a rinunciare all'assedio per partecipare a Roma all'incoronazione dell'imperatore Ludovico. Durante il soggiorno romano, ricco di soddisfazioni, fu nominato anche Grande Legato per l'Italia.
In seguito mise a punto un piano per allagare Firenze chiudendo l'Arno a Lastra a Signa, in località la Gonfolina, che agrimensori interpellati ritennero impossibile.
Ludovico il Bavaro concedette a Castruccio Castracani per i suoi meriti di inserire nel suo stemma araldico («Can bianco in campo Azzurro»), gli scacchi azzurro e argento dei Duchi di Baviera.
Fu costretto per l'insurrezione di Pistoia a tornare velocemente a Pisa e, da lì, con il suo speciale corpo di duemila balestrieri, si precipitò sotto le mura di Pistoia. Assediata dall'esercito lucchese, la città non resistette a lungo e in poco tempo Castruccio riuscì ad impossessarsene nuovamente.
Insieme a Ludovico, Castruccio fu scomunicato nel 1327 dal Papa Giovanni XXII, per la sua avversione al potere temporale della Chiesa. Sempre in quell'anno, mosse guerra in Liguria a sostegno delle famiglie ghibelline Doria e Spinola, intenzionate a prendere il potere nella Repubblica di Genova contro i Fieschi e i Grimaldi. Avanzando lungo la Riviera, mise sotto assedio Sestri Levante, prima di ritirarsi verso l'area della Lunigiana.
Morì a Lucca il 3 settembre 1328, a causa di un'improvvisa febbre malarica, mentre si preparava a riprendere le armi contro Firenze. Il 6 agosto dello stesso anno era morto a Pescia Galeazzo Visconti, già indebolito da una lunga prigionia nelle carceri del Castello di Monza e stroncato anch'esso dalla malaria, contratta probabilmente stando con Castruccio nelle osterie intorno a Pistoia. Gli successero i figli legittimi Arrigo (1304-1357), figlio primogenito di Castruccio e uomo d'armi., Giovanni, Valeriano e il figlio naturale Altino.

## Castelli e fortificazioni
Molti sono i luoghi e le opere del patrimonio storico e monumentale del Medioevo italiano legati al nome di Castruccio Castracani, la maggior parte dei quali si trovano nella Lunigiana storica, e sono particolarmente interessanti per quanto riguarda le fortificazioni e i castelli.
Tra queste, si segnalano:

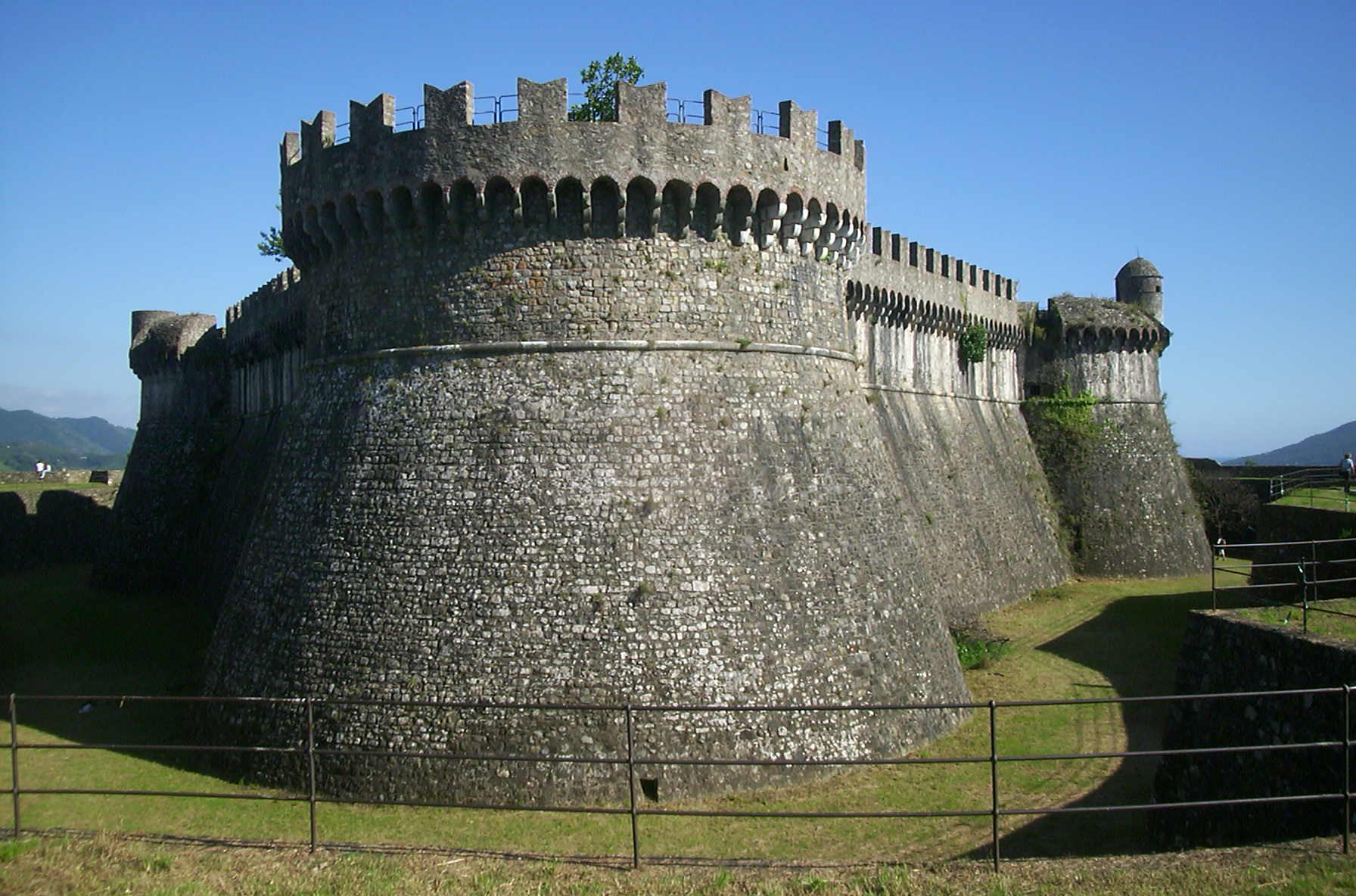
La fortezza di Sarzanello che ospitò Castruccio. L'attuale architettura è dei secoli seguenti

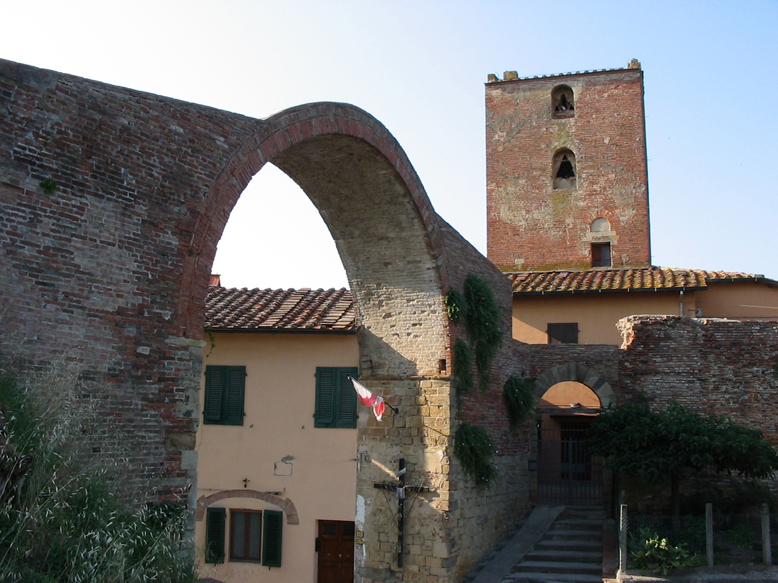
Torre e Arco di Castruccio Castracani a Montopoli

- in Versilia: a Pedona la torre costruita nel 1324 servì alla repubblica lucchese fino al XVII secolo come punto di avvistamento; a Monteggiori Castruccio costruì il proprio Palazzo residenziale;
- a Lucca realizzò nel 1322 la Fortezza Augusta. Difesa da 29 torri e quattro porte d'accesso, con un lato attaccato alle mura cittadine, nel 1370 subisce l'ordine di demolizione da parte del Consiglio degli Anziani e tutti i cittadini si riuniscono nel Cortile del Palazzo per prestare giuramento di fedeltà e approvazione al nuovo ordinamento costituzionale riappropriandosi delle istituzioni. Dalla parziale demolizione risulterà il nuovo Palazzo degli Anziani. La demolizione viene ricordata con il motto: Il 26 di Marzo 1370 M. Guido da Bologna Cardinale, lasciò Lucca libera a' Lucchesi, e l'Agosta, gran fortezza, si gettò in terra tutta[8];
- a Pietrasanta tra il 1316 e 1328 ristrutturò il borgo fortificato e fece costruire solide mura collegate alla Rocca di Sala intorno alla città, edificando anche la Rocchetta Arrighina, così chiamata perché da lui intitolata al figlio Arrigo;
- nella valle di Bagni di Lucca: nel 1317 a Fornoli realizzò un ponte [senza fonte] sul luogo dove nel 1840 Nottolini costruì il Ponte delle Catene; Ponte a Serraglio deve il suo nome dal ponte fortificato e quindi «serrato» voluto a difesa dalla valle da Castruccio Castracani;
- a Ghivizzano, nella Media Valle del Serchio, Castruccio Castracani ristrutturò l'intera rocca, compresa la torre e vi costruì accanto una caserma, denominata "la Casa del Capitano del Popolo", per ospitare la guarnigione, circa 40 soldati, cinse l'intero borgo con delle mura (lungo via Sossala, cioè sub-sala, 'sotto la sala', possiamo ancora notare le feritoie per l'appostamento dei balestrieri) e costruì un palazzo, le cui mura ospiteranno nei secoli personaggi illustri, come Francesco Castracane, Paolo Giunigi e Francesco Sforza;
- a Castelnuovo Garfagnana la rocca, originaria dell'XI secolo, fu fortificata da Castruccio Castracani;
- a Prato: rinforza le fortificazioni del castello di Carmignano, dopo aver conquistato il borgo nel 1325;
- a Serravalle Pistoiese: portò a termine il possente fortilizio e innalzò la possente torre di guardia; la Rocca sorge all'estremità occidentale dell'abitato caratterizzandone il profilo con la bella torre esagonale in conci ben squadrati e i due bastioni angolari;
- a Piteglio: ponte in pietra sul torrente Lima[9], nell'antico sentiero[10] fra l'ex capoluogo comunale e la frazione Popiglio, detto Ponte di Castruccio[11];
- ad Agliana nel 1325 durante l'assedio di Pistoia fece costruire le fortificazioni;
- a Avenza forse Castruccio fece ampliare fortificazioni preesistenti, ma è certo che la cosiddetta torre di Castruccio — superstite della fortezza — risale al periodo della sua presenza e si deve a lui;
- a Pontremoli: Piazza del Duomo e Piazza della Repubblica, anticamente un tutt'uno, si debbono alla divisione, voluta per porre fine alle dispute tra guelfi e ghibellini, realizzata attraverso la cortina muraria detta fortezza di Cazzaguerra realizzata nel 1322;
- a Sarzana: intorno al 1320 modificò e rafforzò la struttura della Fortezza di Sarzanello e nel 1324 apportò numerose e rilevanti modifiche ai sistemi difensivi della cosiddetta Cittadella o Fortezza Firmafede, posta all'ingresso meridionale della città;
- a Iolo (Prato) gli è dedicata la strada che collega il paese a Pistoia (via Castruccio), nome dato alla via poiché nella zona sostarono le sue truppe durante l'invasione ghibellina del Trecento;
- a Pistoia, nel 1325, fece erigere la fortezza Bella Spera, detta la Rolanda o Valeranda dal nome di suo figlio Valeriano. Oggi è visibile l'imponente facciata in pietra, in via Puccini, Angolo San Vitale[12]. Secondo l'Anonimo Pistoiese, i figli di Castruccio furono Giovanni, Arrigo e Valeriano oltre ad Altino, loro fratello bastardo e una loro sorella Dialta che sposò Filippo Tedici che si impadronì, con la complicità di Castruccio della città di Pistoia.
- a Lancisa, sull'appennino pistoiese, dove per un periodo prese il controllo della fortificazione di Castel di Mura avamposto militare strategico per il Comune di Pistoia e per la Repubblica fiorentina;
- a Montopoli in Val d'Arno: torre e arco di Castruccio Castracani;
- a Massa distrusse quasi totalmente la Rocca Malaspina, al tempo possedimento obertengo, per poi potenziarla.

## Stemma e motto
Arma: D'azzurro al cane levriero d'argento collarino rosso, bordura fusata, in banda d'argento.
Cimiero: Aquila coronata.
Motto: inexpugnabilis.

## Riferimenti nella cultura di massa
- La sua vita ispirò Niccolò Machiavelli, che pubblicò nel 1520 una sua biografia, dal titolo La vita di Castruccio Castracani da Lucca[13].
- Mary Shelley gli dedicò nel 1823 un romanzo intitolato Valperga, Vita e avventure di Castruccio, principe di Lucca.
- A Pistoia, in vicolo di Vignaccia, sotto la volta, è scolpito un cane bianco in bassorilievo in pietra[14]. La famiglia alla quale si riferisce il Tolomei è quella di Castruccio Castracani ed il bassorilievo ha attinenza con la Via del Canbianco.